# Julián González de Soto
Julián González de Soto (Ejea de los Caballeros 1803 - Barcelona 1862). Estudió en la escuela de los Padres Escolapios de Barbastro y se distinguió desde pequeño por su clara inteligencia. Ingresó en la congregación el 29 de septiembre de 1818. Fundó el instituto Ramón Muntaner de Figueras el año 1839 y el Instituto Provincial Gerundense de Gerona, el año 1845. Además de la tarea pedagógica, inventó un molino moderno, y practicó la pintura al temple. Murió el año 1862 de una aplopejía en Barcelona cuando ya había fundado el Colegio de la Boqueria.
- Datos: Q9016606
- Multimedia: Julián González de Soto / Q9016606